# Jacques Chabannes
Pour les articles homonymes, voir Chabannes.
Jacques Louis Chabannes, né le 13 octobre 1900 à Bordeaux et mort le 16 juin 1994 à Issy-les-Moulineaux, est un producteur de télévision et un réalisateur français. Il a travaillé pendant trente-sept ans à la télévision, et a notamment présenté Télé-Paris (1947-1959), puis, de 1959 à 1969, pendant vingt-deux ans au total, sa nouvelle version Paris-Club, grands rendez-vous de la mi-journée, avec son compère et co-créateur de l'émission Roger Féral. Dialoguiste, écrivain prolifique et populaire, Jacques Chabannes a été le premier adaptateur du répertoire boulevardier à la télévision.

## Biographie
Il est le fils de Louis Chabannes professeur et de Ombra Renée d'Ornhjelm. Etudes au lycée Carnot à Paris, 17ème et à la Faculté de Lettres de Paris. Licencié ès-lettres.
La diversité de la vie et de l'œuvre de Jacques Chabannes déroute au premier abord. C'est que, comme il l'a dit lui-même, il est incapable de faire toujours la même chose. Romancier, il a obtenu un prix de l'Académie française avec les Quatre Vents du monde, le prix Scarron avec Prince Carolus et le Grand prix du roman d'aventures (1957) avec L'assassin est en retard.
Dans le domaine de l'histoire littéraire, nous lui devons une biographie du poète Glatigny (ouvrage couronné par l'Académie française) et un livre sur le ménage de Molière, Mademoiselle Molière.
Historien, il a écrit des vies de saints : saint Antoine de Padoue, saint Augustin, saint Bernard, deux livres sur la Révolution française, De l'Autel à l'échafaud et Amours sous la Révolution, et une étude sur les « Régicides », survol de l'histoire de Clytemnestre à Oswald (grand prix de l'Académie du Maine 1969).
La rencontre de l'érudition et de l'imagination l'amènent un jour à écrire des romans historiques. Pendant dix ans, il publie au Fleuve noir, une série qui constitue une véritable « Histoire romancée de la France ». Du Galant écorcheur (XVe siècle), L'Amant des Reines, On ne meurt pas d'amour, Les Amants de la Saint-Barthélemy, Les Assassins du Vert Galant, Mon cœur au Canada, L'Évadé de la Bastille, La nuit de Thermidor, Le bâton dans la giberne à La Guerre des loups.
Il a écrit le sujet ou les dialogues d'une vingtaine de films et les paroles d'une dizaine de « tubes ».
Il a fait jouer des pièces comme Le Pèlerinage sentimental, Voyage circulaire (au théâtre Montparnasse, mis en scène par Gaston Baty), Halte au destin, Compagnon de Voyage, Pas de ça chez nous (d'après Sinclair Lewis), Monsieur et Madame Molière, etc.
Il a monté des grands spectacles, comme le 14 juillet de Romain Rolland en 1936, et les fêtes du bi-millénaire de Paris, en 1952. Après la libération, il a dirigé pendant dix ans un grand hebdomadaire, Opéra, qu'il a fondé dans la clandestinité.
Tout au long de sa vie, Jacques Chabannes a connu ou simplement croisé de très nombreuses personnalités, aussi bien des hommes politiques que des gens de lettres ou de spectacles. Il a ainsi pu laisser un agréable livre de souvenirs intitulé De A à Z, je les ai connus et publié en 1984 par les Presses de la Cité.
Ancien président et président honoraire de la Société des gens de lettres de France et de la Fédération Internationale des Gens de Lettres, il a été président de l'Association des écrivains combattants. Il a donné son nom à une distinction littéraire délivrée par cette association, le prix Jacques-Chabannes, créé en 2001 pour « un ouvrage traitant de l’actualité. »
Ayant débuté à la radio balbutiante, fait les dialogues d'un des premiers films parlants, il est pendant vingt ans l'animateur de la plus parisienne émission télévisée française Paris-Club (25 septembre 1959), puis d'une émission en couleur: On en parle. suivie par Le Club de dix heures, Rendez vous au Club puis le Club du lundi.
Il a adapté pour la télévision plus de cent pièces du répertoire du théâtre français.
Alors qu'il est encore tout jeune, Jean de Pierrefeu écrit sur lui : « C'est à la fois un esprit encyclopédique et passionné. Il n'y a rien d'humain qui ne le fasse vibrer, de la métaphysique de Bergson, aux exploits des routiers du Tour de France. Une curiosité insatiable et une activité prodigieuse se dissimulent sous un air calme et réfléchi, chez cet homme souriant et courtois. »
Grand prix du roman d'aventures en 1957, prix Scarron en 1957, grand prix spécial de l'Académie française en 1959, grand prix de littérature de la Ville de Bordeaux en 1971. 
Il est l'époux de la peintre Nadine Landowski, morte en 1944, dont deux enfants Martine et Roland puis, après la guerre, le 17 octobre 1950 de l'actrice Luce Feyrer avec laquelle il a un fils, Jean-Louis, né en 1954.

## Œuvres

### Théâtre
- 1929 : Le Pèlerinage sentimental, Studio des Champs-Élysées
- 1930 : Le Vrai Visage, Théâtre de l'Avenue
- 1933 : La Dame du Vel d’Hiv, Théâtre Antoine
- 1933 : Les Vignes vierges, Festival de Salzbourg
- 1934 : Voyage circulaire, mise en scène Gaston Baty, théâtre Montparnasse
- 1936 : Sous la Cendre, Théâtre Sarah Bernard
- 1945 : Retour par Dunkerque d’après Julien et Joseph-Louis Sanciaume, Théâtre de l’Ambigu
- 1949 : Le Compagnon de voyage, Palais de la Méditerranée
- 1951 : Halte au destin, Théâtre de la Potinière
- 1957 : Pas de ça chez nous, Théâtre de la Renaissance, d’après Sinclair Lewis
- 1967 : Monsieur et Madame Molière, Théâtre des Hauts-de-Seine

### Romans Historiques  (coll.«Grands Romans»,Fleuve noir)
Jaquettes de Michel Gourdon
- 1962 : Monsieur de La Palice
  - 1962 : I L’Amant des reines
  - 1962 : II On ne meurt pas d’amour
- 1963 : Les Amants de la Saint Barthélémy
- 1965 : Les Assassins du Vert Galant
- 1966 : La Nuit de thermidor
- 1967 : Le Galant Ecorcheur
- Monsieur de Florensac
  - 1967 : I Mon cœur au Canada
  - 1964 : II L’Évadé de la Bastille
  - 1966 : III La Nuit de Thermidor
  - 1969 : IV Le Bâton dans la giberne
- 1968 : La Guerre des loups; réédition 1971: coll. « Club de la femme moderne », Éditions Atlanta, Anvers, 297 p.
- 1970 : Le Poison sous la crinoline
- 1971 : Printemps Rouge
- 1972 : Les Amants de Paris

### Romans
- 1920 : Le Fard, Éditions Albin Michel
- 1923 : Les Défroqués, Éditions Albin Michel
- 1923 : Hors la loi, roman de mœurs parisiennes, Éditions Roman nouveau
- 1926 : Bob, Homme de 6 jours, Flammarion
- 1928 : Vedette américaine, Ferenczi(?)
- 1929 : Toute une histoire, Le Rouge et le Noir
- 1929 : Microbe, Nouvelle Société d’Édition
- 1930 : La Glorieuse Carrière de Simone Dolly, Le Rouge et le Noir
- 1946 : L'homme qui fait rire, illustrations Pierre Lafaux, coll. « Livre Chamois », no 13, Éditions de La Nouvelle France, Paris, 189 p.; réédition 1959 : dans Les Œuvres libres, Nouvelle série no 162, 285 p.; réédition, 1961 : coll. « La Rose Bleue », no 23, Éditions Galic, 191 p.
- 1946 : L’Autre Existence de Micheline Rosier, Janicot
- Les Quatre Vents du monde
  - 1959 : Tome I : Le Rendez-vous manqué, del Duca
  - 1975 : Tome II : Le Déjeuner de Paris, Plon
- 1956 : Prince Carolus, Hachette  (prix Scarron 1957)
- 1957 : Le Château des quatre veuves, del Duca
- 1960 : Le Bain de minuit, collection La Chouette
- 1961 : Marie de l'Ile Tudy, nouvelle, Les œuvres libres
- 1961 : Une étoile a disparu, coll. « La Rose Bleue », no 28, Éditions Galic, 220 p.

### Biographies
- 1948 : Glatigny et la Sainte Bohème, Grasset - Prix Lucien Tisserant (1949) de l'Académie française[3].
- 1959 : Schwarz-Abrys, peintre et lithographe, Éditions J. Frapier, Paris, 1959 (en collaboration avec Roger Feral)
- 1959 : Madame Molière (Armande Béjart) (ill. Bernard Charoy), Paris, Société Parisienne d'Imprimerie, coll. « La Vie amoureuse » (no 38), 1959, 96 p., 15 x 23
- 1960 : Saint Antoine de Padoue, Fayard
- 1960 : Jacques Cartier, Table Ronde
- 1961 : Saint Augustin, France-Empire
- 1961 : Mademoiselle Molière, Fayard
- 1963 : Saint Bernard, France-Empire
- 1970 : Tous les Saints du Calendrier, Librairie Académique Perrin
- 1973 : Aristide Briand, le père de l’Europe, Librairie Académique Perrin
- 1983 : Saint Pierre, pêcheur d'hommes, France-Empire

### Essais
- 1924 : Défense de Marcel Proust, du côté de chez Ruskin, Éditions Le Rouge et le Noir
- 1924 : A fleur de chair, poèmes, Éditions Roman Nouveau
- 1926 : Traité rationnel d'entraînement cycliste avec Ralph, Éditions La Pédale 1926
- 1932 : Mitropa, Librairie Valois
- 1934 : Orient-Express, illustrations Nadine Landowski, Éditions Cahiers de "Notre temps"
- 1957 : Tel est Télé Paris, avec Roger Féral, Livre contemporain
- 1959 : Les Coulisses du Cinéma, Hachette
- 1962 : La Femme collaboratrice de son mari, Fleurus
- 1965 : De l’Autel à l’Échafaud, France-Empire
- 1967 : Amours sous la Révolution, Perrin
- 1969 : Les Régicides, Perrin
- 1972 : Les Scandales De La Troisième république (De Paname à Stavisky), Perrin
- 1974 : Paris à vingt ans, France-Empire
- 1976 : Les Enfants de la Troisième République, de Bergson à Mistinguett, France-Empire
- 1978 : L'Europe ou 3000 ans d'espoir, France-Empire, préface de Louis Leprince-Ringuet, 286 p.
- 1980 : Les Enfants du siècle, France-Empire
- 1984 : De A à Z je les ai connus, Presses de la Cité
- 1986 : Devenir Monsieur le Président : De Adolphe Thiers à François Mitterrand, France-Empire

### Romans policiers
- 1954 : Crime au concert Mayol, Hachette
- 1956 : Boulevard du crime, Le Masque
- 1957 : L’Assassin est en retard, Le Masque, prix du roman d'aventures
- 1960 : Assassin, mon ami, Feux rouges (collection littéraire) Ferenczi & fils
- 1960 : Pourquoi tuer Madeleine ?, Feux rouges (collection littéraire) Ferenczi & fils
- 1960 : Le Bain de minuit, avec René Havard, Ditis
- 1961 : Une étoile a disparu, Galic
- 1963 : Piège au Mayol, Feux rouges (collection littéraire) Ferenczi & fils

### Parolier
- Cheveux dans le vent avec Bruno Coquatrix 1947
- Bonjour mon village avec Bruno Coquatrix

### Cinéma
Scénario (S) et/ou dialogues (D) et/ou Adaptation (A)
- 1937 : L'Occident, de Henri Fescourt, avec Charles Vanel, Jules Berry  SD
- 1937 : Bar du sud de Henri Fescourt, avec Charles Vanel  D
- 1938 : Le Cœur ébloui de Jean Vallée  SD
- 1938 : Deuxième bureau contre Kommandantur, de René Jayet, d'après Pierre Nord  A
- 1940 : Miquette de Jean Boyer  SD
- 1941 : Un chapeau de paille d'Italie, de Maurice Cammage, avec Fernandel SD
- 1941 : Une vie de chien, de Maurice Cammage, avec Fernandel  SD
- 1942 : Guignol marionnette de France, de  Maurice Cammage S
- 1943 : La Bonne Étoile, de Jean Boyer, avec Fernandel A
- 1945 : Dorothée cherche l'amour, d'Edmond T. Gréville  AD
- 1946 : Les Beaux Jours du roi Murat, de Théophile Pathé  D
- 1946 : Le Cabaret du grand large, de René Jayet  SD
- 1947 : L'Homme de la nuit, de  René Jayet  SD
- 1947 : La Grande Volière, de Georges Péclet  S
- 1947 : Le Libérateur, 1e époque (Mandrin), de René Jayet S
- 1947 : Triple enquête, de  Claude Orval D
- 1951 : Paris chante toujours, de Pierre Montazel  SD
- 1954 : Gamin de Paris, de Georges Jaffé  S
- 1954 : Boum sur Paris, de Maurice de Canonge  SD
- 1954 : Crime au concert Mayol, de Pierre Méré  SD
- 1955 : Boulevard du crime, de René Gaveau  S
- 1955 : Les Insoumises (Le château des quatre veuves), de René Gaveau  SD
- 1957 : Les Violents, de  Henri Calef avec Paul Meurisse et Françoise Fabian D
- 1958 : Aventure à Alger

### Journaliste
- Le Petit Journal 1920
- La Rampe
- La Volonté
- L’Auto
- Paris Soir
- Notre temps (1927-1940)
- Radio Paris (Radio) 1932
- L'Œuvre (journal)
- Combat (journal) Journaux clandestins de la Résistance
- La France, Journaux clandestins de la Résistance
- Opéra, hebdomadaire (1943-1952)

### Théâtre télévisé (Adaptations) (1950-1965)
- 1952 : Vêtir ceux qui sont nus, de Luigi Pirandello
- 1953 : Madame Bovary de Gustave Flaubert, réalisation Claude Barma (10 octobre 1953)
- 1954 : Un homme en or de Roger Ferdinand, réalisation Jean Kerchbron
- 1954 : Une femme libre d’Armand Salacrou, réalisation Jean Kerchbron
- 1954 : Le Chant du berceau, de Gregorio Martinez-Sierra  , réalisation Jean Kerchbron
- 1954 : Colinette de Marcel Achard  , réalisation Jean Kerchbron
- 1956 : Topaze_(Pagnol), de Marcel Pagnol, réalisation Jean Kerchbron
- 1956 : Durand bijoutier de Léopold Marchand, réalisation Jean Kerchbron
- 1956 : Inspecteur Grey d'Alfred Gragnon et Max Viterbo, réalisation Jean Kerchbron
- 1959 : l'Ami Fritz d'Erckmann-Chatrian, réalisation de Georges Folgoas (20 janvier 1959)
- 1960 : Rouge, d'Henri Duvernois, réalisation d'André Leroux, (27 septembre 1960)
- 1962 : Vient de paraître, d'Édouard Bourdet, réalisation d'André Pergament (9 juin 1962)
- 1962 : Le Monsieur de 5 heures, réalisation d'André Pergament (7 aout 1962)
- 1962 : Les Trois Henry d'André Lang, réalisation d'Abder Isker (20 novembre 1962)
- 1963 : Le mari ne compte pas  de Roger Ferdinand, réalisation d'André Leroux(2 avril 1963)
- 1963 : Les choses voient d'Édouard Estaunié, réalisation d'André Pergament (28 mai 1963)
- 1964 : Le Cœur ébloui de Lucien Descaves, réalisation d'Abder Isker (8 aout 1964)
- Marche Nuptiale de Henry Bataille avec Pierre Dux et Jean Martinelli
- Amphitryon 38, de Jean Giraudoux, avec Jean Davy
- La Lettre, de Somerset Maugham, avec Jean Vinci
- Le Voleur, d'Henri Bernstein
- Il était une fois, de Francis de Croisset
- Candida, de George Bernard Shaw
- Jeanne, d'Henri Duvernois
- Le Contrôleur des wagons-lits, de Tristan Bernard
- Les Deux Écoles d’Alfred Capus
- La Femme de ma vie de Louis Verneuil
- Le Train pour Venise, de Louis Verneuil
- Le Duel d'Henri Lavedan
- Jean de la Lune, de Marcel Achard
- Domino, de Marcel Achard
- La Galerie des glaces d'Henry Bernstein
- Si je voulais, de Paul Géraldy
- La Princesse Georges, d'Alexandre Dumas fils
- Pygmalion, de George Bernard Shaw
- Une maison de poupée d'Henrik Ibsen
- L'École des contribuables, de Georges Courteline
- Une femme ravie, d'après Louis Verneuil
- La reine Margot d'Alexandre Dumas
- La course au Flambeau de Paul Hervieu
- Le valet Maître de Léopold Marchand
- Maître Bolbec et son mari, de Louis Verneuil

### Télévision
- 1964 : Mademoiselle Molière, réalisation Jean-Paul Sassy (17 mars 1964)
- 1978 : Les Amours sous la Révolution (série)
  - La Passion de Lucille et Camille Desmoulins
  - Quatre dans une prison
  - Les Amants de Thermidor
  - André Chénier et la jeune captive
- 1981 : L'Oiseau bleu, adaptation d'une pièce de Maeterlinck, réalisation Gabriel Axel; diffusion 25 décembre 1981 France 3

## Décorations
Jacques Chabannes était :
- Commandeur de la Légion d'honneur
- Croix de guerre 1939–1945
- Médaille de la Résistance française
- Officier de l'ordre des Arts et des Lettres.